# David DeLuise
David Dominick DeLuise (n. 11 noiembrie 1971) este un actor și regizor american. DeLuise este cel mai tânăr fiu al actorului Dom DeLuise și a actriței Carol Arthur, și fratele actorului, scriitorului și regizorului Peter DeLuise și al actorului Michael DeLuise. În prezent, este unul din personajele principale ale sitcom-ului Magicienii din Waverly Place.

## Filmografie
| Film         | Film                                         | Film                                 | Film                                                                   |
| An           | Titlu                                        | Rol                                  | Note                                                                   |
| ------------ | -------------------------------------------- | ------------------------------------ | ---------------------------------------------------------------------- |
| 1979         | Hot Stuff                                    | David Fortunato                      |                                                                        |
| 1983         | Happy                                        | Rogie                                | Film TV                                                                |
| 1991         | Driving Me Crazy                             | Stanley                              |                                                                        |
| 1991         | Seeds of Tragedy                             | Customer                             | Film TV                                                                |
| 1993         | Robin Hood: Men in Tights                    | Villager                             | (Nem.)                                                                 |
| 1993         | The Liars' Club                              | Joey Matthews                        |                                                                        |
| 1993         | The Silence of the Hams                      | Policeman #1                         |                                                                        |
| 1995         | Kicking and Screaming                        | Bouncer                              |                                                                        |
| 1995         | Dracula: Dead and Loving It                  | Intern                               |                                                                        |
| 1996         | Where Truth Lies                             | Policeman #1                         |                                                                        |
| 1998         | Hairshirt                                    | Peter Angelo                         |                                                                        |
| 1998         | The Godson                                   | Gaffer                               |                                                                        |
| 1999         | Dirt Merchant                                | Sly                                  |                                                                        |
| 2000         | Terror Tract                                 | Allen Doyle                          | (Segment: "Make Me An Offer")                                          |
| 2001         | Ladies and the Champ                         | Darold Boyarsky                      | Film TV                                                                |
| 2001         | Dr. Dolittle 2                               | School Fish #2 (voce)                |                                                                        |
| 2002         | Rockboy                                      | Chadd Nessbaum                       | Film de scurtmetraj                                                    |
| 2002         | Buying the Cow                               | Fratguy                              |                                                                        |
| 2003         | Between the Sheets                           | Director                             |                                                                        |
| 2003         | Art of Revenge                               | Benjamin Bloom                       |                                                                        |
| 2003         | Bachelor Man                                 | Ted David                            |                                                                        |
| 2005         | Untitled Oakley & Weinstein Project          | Film TV                              |                                                                        |
| 2005         | Play Dates                                   | Billy                                | Film TV                                                                |
| 2006         | Intellectual Property                        | Detective Kopf                       |                                                                        |
| 2006         | Jam                                          | Jerry                                |                                                                        |
| 2006         | Where There's a Will                         | Willy                                | Film TV                                                                |
| 2006         | Mojave Phone Booth                           | Michael                              |                                                                        |
| 2007         | Route 30                                     | Original Bill                        |                                                                        |
| 2007         | Who's Your Monkey?                           | Hutto                                |                                                                        |
| 2008         | Dear Me                                      | Bass Vanders                         |                                                                        |
| 2008         | Bundy: An American Icon                      | Detective Jennings                   |                                                                        |
| 2008         | Mostly Ghostly: Who Let the Ghosts Out?      | John Doyle                           |                                                                        |
| 2008         | A Christmas Proposal                         | Andy                                 |                                                                        |
| 2009         | Wizards of Waverly Place: The Movie          | Jerry Russo                          | Film TV Disney Channel Original Movie                                  |
| 2009         | RoboDoc                                      | Dr. Bonacasa                         |                                                                        |
| 2009         | Prep & Landing                               | Dancer (voce)                        | Scurtmetraj TV                                                         |
| 2010         | Vampires Suck                                | Fisherman Scully                     |                                                                        |
| 2011         | American Decaf                               | David                                |                                                                        |
| 2012         | Ira Finkelstein's Christmas                  | Max Finkelstein                      |                                                                        |
| 2012         | Last Call                                    | Mike                                 |                                                                        |
| 2012         | A Christmas Wedding Date                     | Minister                             | Film TV                                                                |
| serial TV    |                                              |                                      |                                                                        |
| An           | Titlu                                        | Rol                                  | Note                                                                   |
| 1990         | 21 Jump Street                               | Stevenson                            | Episodul: Number One with a Bullet                                     |
| 1991         | Hunter                                       | Randy Morton                         | Episodul: All That Glitters                                            |
| 1993         | Saved by the Bell: The College Years         | Tony                                 | Episodul: The Poker Game                                               |
| 1993         | Lois & Clark: The New Adventures of Superman | Toaster #2                           | Episodul: I've Got a Crush on You                                      |
| 1994         | Blossom                                      | Randy                                | Episodul: A Little Help from My Friends                                |
| 1994         | SeaQuest 2032                                | Manager                              | Episodul: Vapors                                                       |
| 1995         | Ellen                                        | Robber in Hat                        | Episodul: Guns 'N Ellen                                                |
| 1995         | Pig Sty                                      | Cal's Friend                         | Episodul: Party!!!                                                     |
| 1996         | Buddies                                      | Tom                                  | Episodul: John, I've Been Thinking                                     |
| 1997         | Home Improvement                             | Dennis Turner                        | Episodul: Communication Breakdown                                      |
| 1997         | The Single Guy                               | Booth Guy                            | Episodul: Grandfather Clause                                           |
| 1998–1999    | Jesse                                        | Darren Warner                        | Rol principal, sezonul 1 (22 episoade)                                 |
| 1999         | Good vs Evil                                 | Roland                               | Episodul: To Be or Not to Be Evil                                      |
| 1999–2000    | Roughnecks: The Starship Troopers Chronicles | Sgt. Francis Brutto                  | Rol secundar (11 episoade)                                             |
| 2000         | Zoe, Duncan, Jack and Jane                   | Todd Lamber                          | Episodul: The Feud                                                     |
| 2000         | V.I.P.                                       | Alvin                                | Episodul: Lights, Camera, Val                                          |
| 1996–2001    | 3rd Rock from the Sun                        | Bug Pollone                          | Recurring role (46 episoade)                                           |
| 2001         | Grounded for Life                            | Father Tim                           | Episodul: Devil with A Plaid Skirt                                     |
| 2001         | Max Steel                                    | (voce)                               | Episodul: Swashbuckers                                                 |
| 2001         | Heavy Gear: The Animated Series              | Dirx (voce)                          |                                                                        |
| 2001         | CSI: Crime Scene Investigation               | Cliff Renteria                       | Episodul: Scuba Doobie-Doo                                             |
| 2003         | She Spies                                    | The Jeff                             | Episodul: Learning to Fly                                              |
| 2003         | Spider-Man                                   | Jack / Mack                          | Episodul: Flash Memory                                                 |
| 2004         | Gilmore Girls                                | T.J.'s Brother                       | Episoadele: Luke Can See Her Face & Last Week Fights, This Week Tights |
| 2004         | Good Girls Don't                             | Tim                                  | Episodul: Oh, Brother                                                  |
| 2004         | Las Vegas                                    | Tom                                  | Episodul: Have You Ever Seen the Rain?                                 |
| 2004–2005    | Stargate SG-1                                | Pete Shanahan                        | Episodele: Threads, Affinity, New Order: Part 2 & Chimera              |
| 2004–2005    | Megas XLR                                    | Coop / Evil Coop / Sports Fan (voce) | Rol principal (25 episoade)                                            |
| 2005         | CSI: NY                                      | Lance Moretti                        | Episodul: Til Death Do We Part                                         |
| 2005         | Blind Justice                                | Detective Jason Strode               | Episodul: Under the Gun                                                |
| 2005         | ER                                           | Brad Anderson                        | Episodul: Blame It on the Rain                                         |
| 2005         | Yes, Dear                                    | Dan                                  | Episodul: Jimmy the Teacher                                            |
| 2006         | CSI: Miami                                   | Paul Sanders                         | Episodul: The Score                                                    |
| 2006         | Monk                                         | Larry Cutler                         | Episodul: Mr. Monk and the Garbage Strike                              |
| 2007         | Without a Trace                              | Alex Brown                           | Episodul: Desert Springs                                               |
| 2007         | Bones                                        | Santa Jeff Mantell                   | Episodul: The Santa in the Slush                                       |
| 2011         | Imagination Movers                           | Biker                                | Episodul: One Cool Mover                                               |
| 2011         | Svetlana                                     |                                      | Episodul : Amerimorphation                                             |
| 2007–2012    | Wizards of Waverly Place                     | Jerry Russo                          | Rol principal (106 episoade); Disney Channel Original Series           |
| 2012         | Hot in Cleveland                             | Jake                                 | Episodul: How Did You Guys Meet, Anyway?                               |
| 2012         | The Mentalist                                | Mr. Loveland                         | Episodul: Something Rotten in Redmund                                  |
| 2012         | Grey's Anatomy                               | Charlie Connor                       | Episodul: Let the Bad Times Roll                                       |
| 2012         | Rizzoli & Isles                              | Dominick Bianchi                     | Episodul: Crazy For You                                                |
| 2013         | R.L. Stine's The Haunting Hour               | Cupid                                | Episodul: "Terrible Love".                                             |
| 2013         | The Wizards Return: Alex vs. Alex            | Jerry Russo                          | Film TV                                                                |
| 2013         | Pulling the Goalie                           | Therapist                            | Film de scurtmetraj                                                    |
| 2013         | Sox                                          | Nick                                 |                                                                        |
| 2013         | Abner, the Invisible Dog                     | Murdoch                              |                                                                        |
| 2013         | Alone for Christmas                          | Tata                                 |                                                                        |
| 2013         | Delicious Ambiguity                          | John                                 | Scurtmetraj                                                            |
| 2013         | Catch                                        | Umpire                               | Scurtmetraj                                                            |
| 2014         | Baby Daddy                                   | David Brinkerhoff                    | Episodul: "From Here to Paternity"                                     |
| 2014         | Sam & Cat                                    | Photographer Assistant               | Episodul: "#GettinWiggy"                                               |
| Jocuri video |                                              |                                      |                                                                        |
| An           | Titlu                                        | Rol                                  | Note                                                                   |
| 2009         | FusionFall                                   | Coop (voce)                          | Joc video                                                              |